# Slaget vid Hjärtum
Slaget vid Hjärtum ägde rum den 27 september 1657 under den så kallade Krabbefejden. Svenskarna besegrades här av danskarna under befäl av generalmajor Iver Krabbe. Vid denna tid var Bohuslän en del av Norge. Hjärtum ligger vid Göta älv i Bohuslän nära Lilla Edet i Lilla Edets kommun söder om Trollhättan.

## Inledning till slaget
Efter att Danmark förklarat krig 5 juni 1657 började de med att under generalmajor Iver Krabbes ledning från Bohuslän anfalla och förstöra svenska skansar utefter Göta älv. Då danskarna dragit sig tillbaka försökte svenskarna den 30 juli under befäl av general Robert Douglas genomföra ett anfall mot Uddevalla. I samband med det kom 300 Västgöta ryttare under major Olof Andersson Silfverlood i strid med några norska soldater och ett hundratal bönder vid Hjärtums kyrka. Försvararna gav snabbt upp, och svenskarna tvingade byn att betala brandskatt i form av mjöl, korn och öl.
Den 7 augusti red Douglas med en större svensk styrka till Hjärtum. Efter att tre danska skansar förstörts, lämnade svenskarna Bohuslän och begav sig till Vänersborg. Den 17 augusti fick Douglas order om att skicka förstärkning till södra Halland, där danskarna hade övertaget. Han gick genast söderut med sin halva sin styrka: ca 1700 man och 4 kanoner. Krabbe utnyttjade situationen och den 27 augusti fördes 1900 danska och norska soldater på flottar över Göta älv. Dessa marscherade på östra sidan av älven, härjade i bygderna och plågade civilbefolkningen, vilket skrämde upp bönderna i de kringliggande områdena. Eftersom Krabbe med soldaterna på Bohus fästning förfogade över ca 2000 man, så försöker svenskarna att samla ihop ytterligare trupper från Västergötland och Värmland. Så småningom hade svenskarna 2300 man, och general Erik Stenbock hade ersatt Douglas som befälhavare. 
Den 25 september macherade svenskarna mot Hjärtum med avsikt att hämnas danskarnas tidigare härjningar. Den svenske översten Johan Stake hade då också anslutit med Västgöta-Dals regemente till kolonnen. Den 26:e besatte ca 200 svenska soldater området runt Hjärtums kyrka och spärrade vägen på västra sidan om älven. Övriga hären fattade posto uppe på högplatån Hjärtums Skee, där begravningsplatsen ligger idag. Då Krabbe fick reda på avspärrningen gjorde han med sina drygt 2000 soldater en snabb marsch från Spekeröd, och mot Hjärtum söderifrån.

## Slagets förlopp
Krabbe visste tidigt genom spejare, att svenskarna fanns uppe på högslätten och att den krokiga och backiga vägen dit skulle vara mycket påfrestande. Vid halvåtta-tiden den 27 september, upptäckte svenskarna att Krabbes soldater närmade sig. Svenska patruller började bekämpa fientliga soldater på sidorna, och flera norska soldater stupade i den oländiga terrängen. Vid niotiden fick generaleralmajor Harald Stake order att anfalla vad svenskarna troligen uppfattade som en dansk förtrupp, och en styrka med 400 dragoner ur Västmanlands regemente under överstelöjtnant Per Lennartsson Ulfsax, samt 100 Västgöta ryttare under Olof Andersson Silfverlood började anfallet. Ulfsax trupper släpade också med sig två lätta fältkanoner genom snårskogen, men då man gick rakt in i danska huvudstyrkan, som var betydligt större än man räknat med, så kom kanonerna för långt fram och togs av danskarna. Samtidigt höll Ulfsax dragoner på att övermannas. Man förlorade sin fana, men med hjälp av svenska förstärkningar som då hunnit fram och nytt artilleri kunde man under hårda strider retirera mot högplatån.
På denna platå stod sedan huvuddelen av slaget. Danskarnas artilleri som bestod av 3-punds kanoner (dvs med 1,5-kilos kulor) samt även grövre kanoner, skördade många svenska offer. Röken från kanoner och musköter var så tjock att man så småningom inte kunde se vare sig fiendens eller egna fanor och tecken. Striden på högslätten varade i ca 8 timmar, och slutade först fram mot kvällen, utan att någondera sidan hade blivit besegrad. En svensk deltagare berättade att 350 kanonkulor, 9000 muskötkulor och 1366 skålpund krut då hade förbrukats. Sammanlagt hade man slagits i tolv timmar inberäknat striderna i förterrängen. Svenskarna drog sig under natten mellan 27 och 28 september tillbaka över älven och mot Vänersborg, samtidigt som man med eldar, trummor och trumpetsignaler försökte få Krabbe att tro att man fortfarande hade en stor styrka kvar vid kyrkan och nedanför på Sollumslätten.

## Konsekvenser av slaget
De svenska förlusterna var omkring 200 döda, samt sårade och tillfångatagna. Bland de döda fanns överste Johan Stake, två kaptener, tio löjtnanter och fänrikar, 18 underbefäl samt ca 150 vanliga soldater. Efter en vilopaus gick Erik Stenbock ner med hären från Vänersborg till Göteborg den 8 oktober, för att förstärka försvaret där.
Krabbe stannade kvar med sin häravdelning i trakterna av Hjärtum några veckor för vila och reorganisation, då hans styrka var för svag för att förfölja svenskarna.
Men i sina rapporter till krigsledningen i Köpenhamn redogjorde han bara 9 döda och 18 sårade bland sina trupper. Flera av de sårade hade enligt Krabbe dessutom skjutits i ryggen av egna musköter. Förutom nya trupper anslöt också lokala bönder till Krabbes här. Danskarna återsamlade sin här vid Bohus fästning och marscherade 15 oktober ner över Hisingen med 3000 man. Krabbe fortsatte till Partille för att försöka få kontakt med danska trupper i Halland. Då det inte lyckades drog han sig tillbaka till vinterkvarter i Bohuslän. Kriget slutade sedan Karl X Gustav med svenska hären gått över Lilla och Stora Bält, och tvingat danskarna till freden i Roskilde 26 februari 1658.